# Ontdekking van Amerika

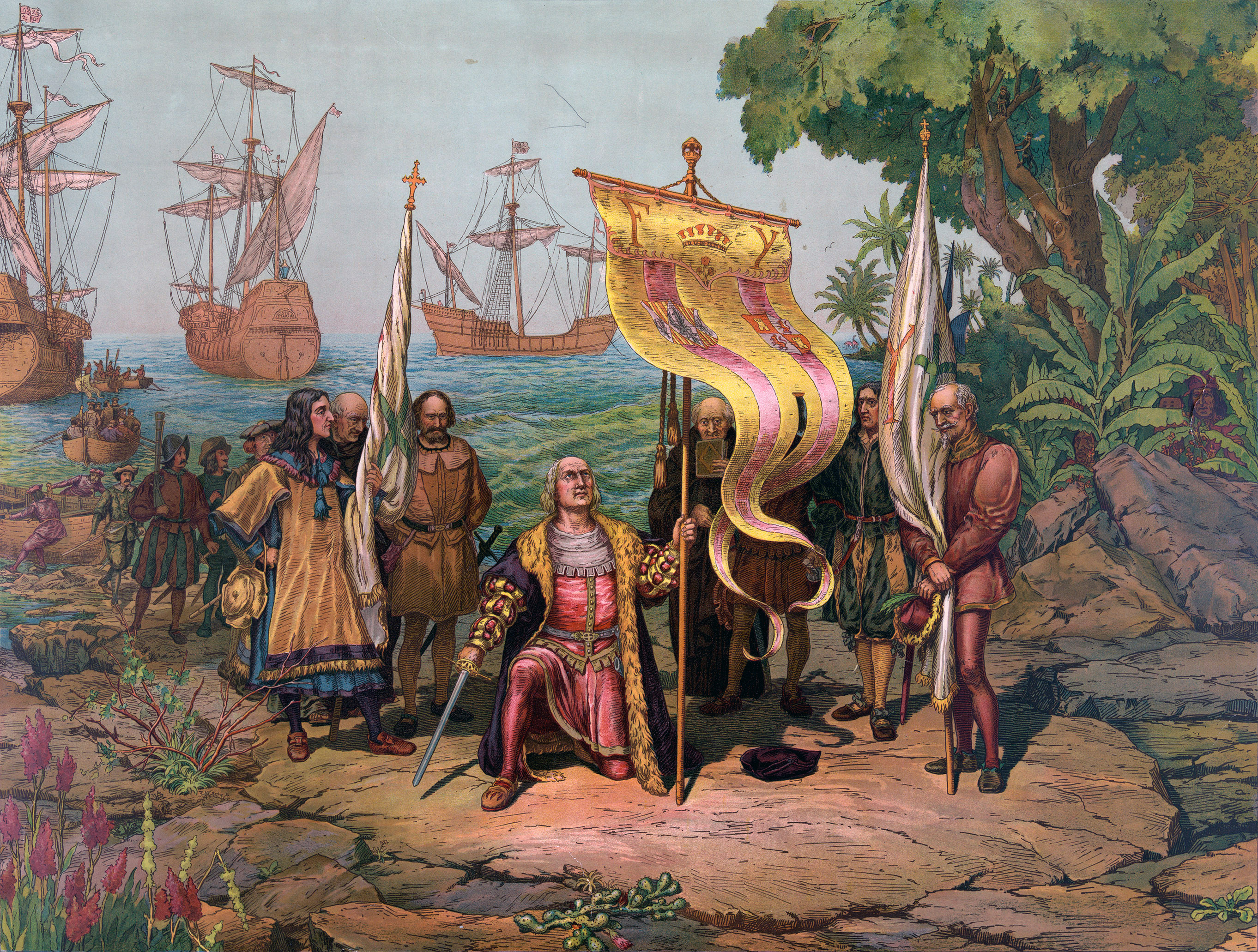
Christoffel Columbus bij zijn aankomst in de Nieuwe Wereld. Geromantiseerd Amerikaans schilderij uit 1893.

Met de term ontdekking van Amerika wordt meestal de landing van Christoffel Columbus op een van de eilanden van de Bahama's in het Caraïbisch gebied op 12 oktober 1492 bedoeld. Dit gebeurde tijdens zijn eerste reis over de Atlantische Oceaan, waarbij hij en zijn bemanning onverwacht op een nieuw continent stuitten, dat eerst de 'Nieuwe Wereld' en later naar Amerigo Vespucci, die deze nieuwe wereld beschreef, 'Amerika' genoemd zou worden. De bedoeling van Columbus was om vanuit Europa (dat samen met Afrika en Azië gezien werd als de 'Oude Wereld') een westelijke route naar Indië te vinden, en hij veronderstelde aanvankelijk die inderdaad gevonden te hebben. De plaatselijke bevolking die hij daar aantrof, noemde hij dan ook, omdat ze op Indiërs leken, "indianen" − een woord dat sindsdien de verzamelnaam is geworden van de inheemse Amerikaanse bevolking. Aangezien deze mensen de nazaten waren van werkelijke ontdekkers van het continent, gaat de term 'ontdekking van Amerika' in verband met de landing in 1492 uit van een Europees perspectief.

## Precolumbiaanse ontdekkingen
Columbus was niet de eerste mens die voet op Amerikaanse bodem zette.
- De voorouders van de indianen die het continent in 1492 reeds millennia bevolkten, worden door (paleo-)antropologen paleo-indianen genoemd. Zij hadden Noord-Amerika circa 20.000 jaar geleden vanuit Azië bereikt via de Beringlandbrug en werden daarmee de oudste bewoners van Amerika. Vanuit Alaska hebben zij zich verspreid tot diep in Zuid-Amerika. Het oudste archeologisch bewijs van bewoning is gevonden op de Chileense site Monte Verde, waar mensen naar schatting 18.500–14.500 jaar geleden (16.500–12.500 v. Chr.) zouden hebben geleefd.[1] Waarschijnlijk vonden er meerdere migratiegolven plaats; de voorouders van de Yupik en Inuit (neo-Eskimo´s) arriveerden veel later dan de voorouders van de indianen. Ze werden als voorlaatste groep vooraf gegaan door de paleo-Eskimo's die tot de sprekers van de Na-Denétalen behoorden die aan de Jenisejische talen verwant zou zijn. Enkelen hiervan zoals de Dineh en Apachen zijn vrij laat rond 1300 tot 1500 naar het zuiden getrokken om daar tussen Arizona en Texas de Apacheria te vormen.
- Ook was Columbus niet de eerste Europeaan die het bestaan van Amerika ontdekte: enkele Vikingen onder leiding van Leif Eriksson hadden rond het jaar 1000 n.Chr. de oostkust van Canada (dat Eriksson Vinland noemde) aangedaan en deden een mislukte kolonisatiepoging (vermoedelijk bij L'Anse aux Meadows). Dit gebeurde nadat zijn vader Erik de Rode in 985 met succes de Oostelijke en de Westelijke Nederzetting op Groenland had gesticht, die in 1262 door Noorwegen werden geannexeerd en bleven bestaan tot ze rond 1400 mede wegens de Kleine IJstijd uitstierven. Kennis over deze ontdekking bleef echter lang beperkt tot Scandinavië en Noord-Duitsland (Adam van Bremen) en men rekende Vinland ook als het zoveelste (en soms laatste) (schier)eiland in de noordelijke zee, niet als een geheel nieuw en apart continent.
- Niet bewezen maar wel waarschijnlijk is dat de Polynesiërs de Pacifische kant van Zuid-Amerika hebben aangedaan. Vermoedens in die richting worden ondersteund door het feit dat ze de in Amerika gedomesticeerde bataat cultiveerden én dat hun woord voor dit gewas verwant leek te zijn met sommige Indiaanse talen. Een breed opgezette studie van hedendaags DNA vond in 2020 aanwijzingen voor contact tussen de Polynesiërs en de Indianen, meer bepaald voorouders van inwoners van het huidige Colombia.[2] De gegevens wezen op een eenmalig contact rond het jaar 1200, waaruit kinderen zijn voortgekomen. In deze periode waren de Polynesiërs bezig met het in bezit nemen van eilanden in het westen van de Grote Oceaan. Vermoedelijk zijn deze bekwame zeevaarders dus doorgestoten naar Zuid-Amerika, al valt ook niet uit te sluiten dat het de Indianen zijn die de omgekeerde beweging maakten. Men denkt dan aan vissers die door de zeestromingen afdreven.[3]
- Andere hypothesen over precolumbiaans contact tussen Amerika en de rest van de wereld, zoals door Chinezen, Portugezen, Ieren of Afrikanen, zijn niet bewezen.

## Ontwikkelingen na Columbus

### Andere vroeg-Europese expedities
Pas na de ontdekking door Columbus kwam uitgebreid en blijvend contact tot stand tussen Amerika en Europa.
De Italiaanse zeeman en ontdekkingsreiziger Giovanni Caboto (in Engeland bekend als John Cabot) ontdekte het vasteland van Noord-Amerika op 24 juni 1497, tijdens een expeditie in opdracht van de Engelse koning Hendrik VII. Alhoewel er meningsverschillen bestaan over de exacte plaats van zijn ontdekking, is het officiële standpunt van de regeringen van Canada en het Verenigd Koninkrijk dat hij landde op Newfoundland.
In 1500, zond Portugal Pedro Álvares Cabral op expeditie. Hij wordt beschouwd als de Europese ontdekker van Brazilië. Of deze ontdekking een toeval was, of dat Cabral in het zuiden van de Atlantische Oceaan zocht naar een onontdekt continent, staat niet vast.

### Naamgeving
Amerika is vernoemd naar de Italiaanse zeevaarder Amerigo Vespucci, die enkele keren meeging met Spaanse expedities. Hij was een van de eersten die inzag dat het niet om Azië ging, maar om een nieuw continent. Vespucci schreef hierover enkele brieven, Quatuor Americi navigationes en Mundus Novus, die in 1505 gepubliceerd werden. Deze verspreidden zich als een lopend vuurtje door Europa in verschillende vertalingen (de oudste Nederlandse versie Van der nieuwer werelt stamt vermoedelijk uit 1507) en gaven hem veel naamsbekendheid. De Duitse cartograaf Martin Waldseemüller vernoemde het nieuwe continent in 1507 naar hem. Kaartenmaker Mercator noemde het uiteindelijk Terra Americi ("Land van Amerigo") in 1538 en sindsdien is het de gangbare term geworden. Hoewel het werelddeel dus door Columbus ontdekt was, is het niet naar hem genoemd. Het land Colombia, Brits-Columbia en indirect ook het District of Columbia (waar Washington, de hoofdstad van de Verenigde Staten ligt) zijn wel naar hem genoemd.

### Columbiaanse uitwisseling
De ecologische en biologische uitwisseling tussen de Oude en de Nieuwe Wereld wordt de Columbiaanse uitwisseling genoemd. De Europese ontdekking van Amerika in 1492 was van groot belang voor de landbouw en geneeskunde in Europa. Diverse planten hebben hun oorsprong in Amerika, zoals tomaten, aardappels, tabak, mais en katoen. Verder werden ook zonnebloemen, bepaalde pepers, de cacaoboon, tropische ananas, de avocado en de papaja naar de Oude Wereld gebracht. Daarnaast maakten mensen uit beide werelden voor het eerst kennis met diersoorten zoals paarden (onbekend in Amerika) en gordeldieren (onbekend in Eurazië en Afrika).
Het belangrijkste effect van de uitwisseling waren de ziekten, die vooral op de inheemse Amerikaanse bevolking een verwoestend effect hadden. Door met name de pokken, mazelen, kinkhoest, waterpokken, builenpest, tyfus en malaria is in de 100 tot 150 jaar na 1492 naar schatting 80–95% van de inheemse Amerikanen gestorven. Het is door gebrek aan bewijsmateriaal echter heel moeilijk om in absolute aantallen te bepalen hoeveel mensen er in 1491 in de Amerika's woonden; wetenschappelijke schattingen lopen ver uiteen van 8 miljoen tot 110 miljoen. Omgekeerd zijn er weinig dodelijke ziekten uit de Nieuwe Wereld naar de Oude overgeslagen, met uitzondering van syfilis.

### Europese kolonisatie
Ook werden er grote hoeveelheden goud en zilver gevonden. Met de ontdekking van Amerika begon dan ook de Europese kolonisatie van Amerika en sommige historici beschouwen 1492 als het einde van de Middeleeuwen. Spanje, Portugal, Engeland, de Republiek der Zeven Verenigde Nederlanden en Frankrijk wilden de rijkdommen van de Nieuwe Wereld exploiteren. Zij stichtten handelsposten en koloniën. De inheemse bevolking die de dodelijke epidemieën had overleefd, werd relatief gemakkelijk militair verslagen door de technologische voorsprong die Europeanen op hen hadden met vuurwapens, cavalerie enzovoort. De Europese veroveraars (conquistadors in het Spaans) dwongen hen dwangarbeid te verrichten en zich te bekeren tot het christendom. Daar waar het niet lukte om de inheemse Amerikanen tot dwangarbeid te zetten of er onvoldoende menskracht was, werd begonnen met de Trans-Atlantische slavenhandel, waarbij Afrikaanse slaven door Europeanen in Amerika op plantages te werk werden gesteld.

## Hedendaagse cultuur
In verschillende Amerikaanse landen bestaat er een Columbusdag, die soms een andere naam heeft afhankelijk van het land. Deze herdenkingsdag is omstreden, omdat enerzijds sommige mensen willen vieren dat Columbus Amerika ontdekte en daarmee vanuit Europees perspectief een 'land van de ongekende mogelijkheden' bood in economische, medische en wetenschappelijke zin, terwijl anderzijds andere mensen vinden dat de nadruk moet liggen op de desastreuze gevolgen die de daaropvolgende dodelijke epidemieën, kolonisatie en slavernij hebben gehad voor de inheemse Amerikaanse bevolking en de naar Amerika gedeporteerde Afrikaanse slaven.